# Coscinida japonica
Coscinida japonica is een spinnensoort in de taxonomische indeling van de kogelspinnen (Theridiidae).
Het dier behoort tot het geslacht Coscinida. De wetenschappelijke naam van de soort werd voor het eerst geldig gepubliceerd in 1994 door Hajime Yoshida.